# D'acier (film)
Pour les articles homonymes, voir D'acier.
Pour plus de détails, voir Fiche technique et Distribution.
D'acier (titre original : Acciaio) est un film italien réalisé par Stefano Mordini, sorti en 2012 en Italie.
Le film est tiré du roman éponyme de Silvia Avallone. Il a été présenté à la 69e Mostra de Venise.

## Fiche technique
- Titre original : Acciaio
- Titre français : D'acier
- Réalisation : Stefano Mordini
- Scénario : Giulia Calenda et Stefano Mordini, d'après D'acier de Silvia Avallone
- Costumes : Ursula Patzak
- Photographie : Marco Onorato
- Montage : Jacopo Quadri, Marco Spoletini
- Musique : Andrea Mariano
- Production : Carlo Degli Esposti
- Société(s) de production : Palomar, Rai Cinema, Ministero per i Beni e le Attività Culturali - Direzione Generale Cinema
- Société(s) de distribution : Bolero Film (Italie), Bellissima Films (France)
- Pays d’origine :  Italie
- Langue originale : italien
- Format : couleur
- Genre : drame
- Durée : 95 minutes
- Dates de sortie :
  -  Italie : 15 novembre 2012
  -  France : 5 juin 2013

## Distribution
- Vittoria Puccini : Elena
- Michele Riondino : Alessio
- Massimo Popolizio : Arturo
- Matilde Giannini : Anna
- Anna Bellezza : Francesca
- Luca Guastini : Cristiano
- Monica Brachini : Sandra
- Francesco Turbanti : Mattia